# Грайан
Грайа́н (фр. Grailhen, окс. Gralhen) — коммуна во Франции, находится в регионе Юг — Пиренеи. Департамент — Верхние Пиренеи. Входит в состав кантона Вьель-Ор. Округ коммуны — Баньер-де-Бигор.
Код INSEE коммуны — 65208.

## География
Коммуна расположена приблизительно в 690 км к югу от Парижа, в 125 км юго-западнее Тулузы, в 50 км к юго-востоку от Тарба.
Большую часть территории коммуны занимают леса.

## Климат
Климат умеренно-океанический с солнечной тёплой погодой и обильными осадками на протяжении практически всего года.

## Население
Население коммуны на 2010 год составляло 19 человек.
| 1962 | 1968 | 1975 | 1982 | 1990 | 1999 | 2010 |
| ---- | ---- | ---- | ---- | ---- | ---- | ---- |
| 28   | 18   | 15   | 11   | 8    | 12   | 19   |

## Администрация
| Период | Период | Фамилия       | Партия | Примечания |
| ------ | ------ | ------------- | ------ | ---------- |
| 2001   | 2020   | Мишель Солана |        |            |

## Экономика
В 2010 году среди 15 человек трудоспособного возраста (15-64 лет) 10 были экономически активными, 5 — неактивными (показатель активности — 66,7 %, в 1999 году было 75,0 %). Из 10 активных жителей работали 9 человек (4 мужчины и 5 женщин), безработным был 1 мужчина. Среди 5 неактивных 1 человек был учеником или студентом, 4 — пенсионерами, 0 были неактивными по другим причинам.

## Достопримечательности
- Церковь Св. Мартина (XII век). Исторический памятник с 1979 года[4]

## Фотогалерея

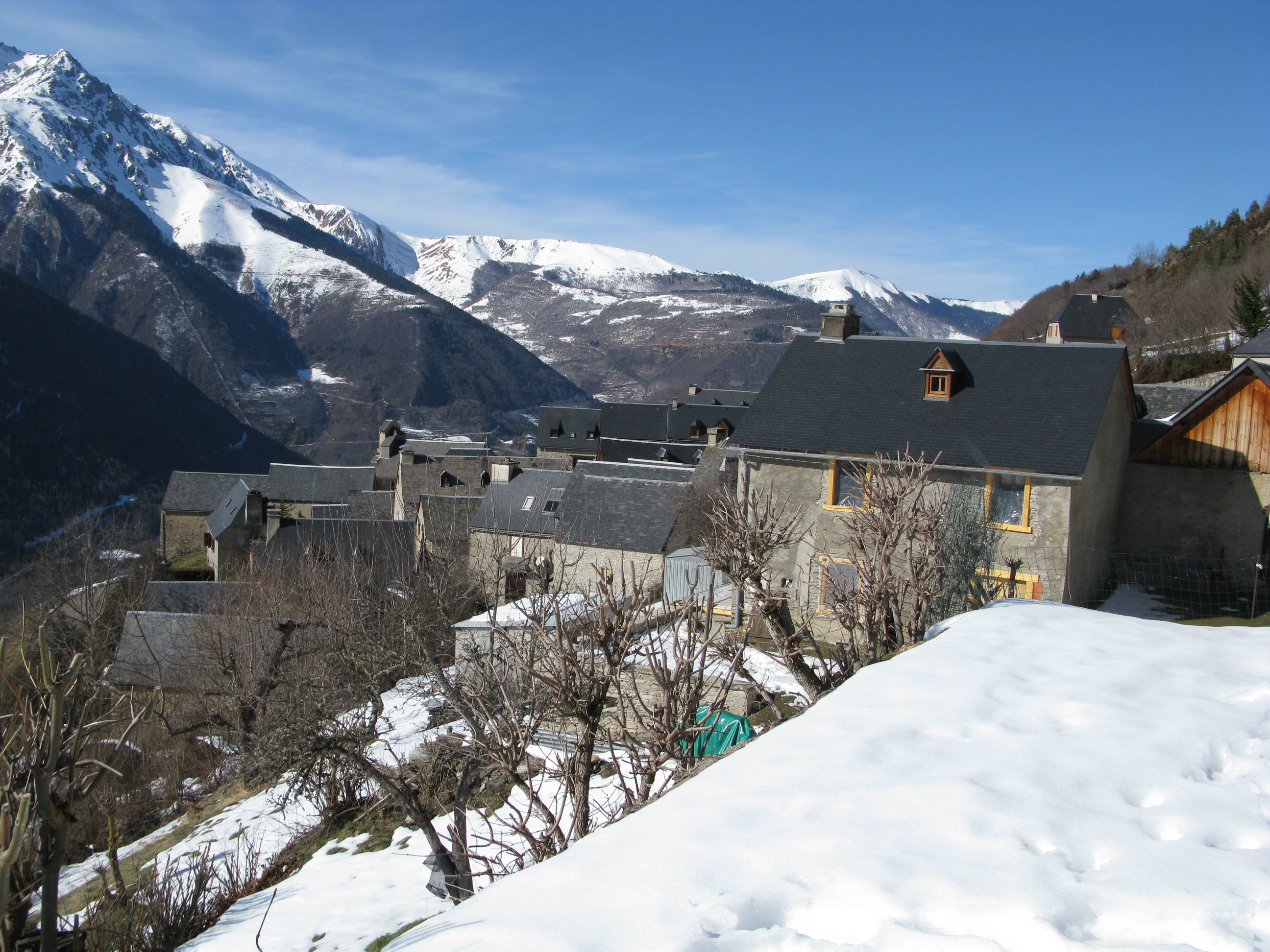
Грайан
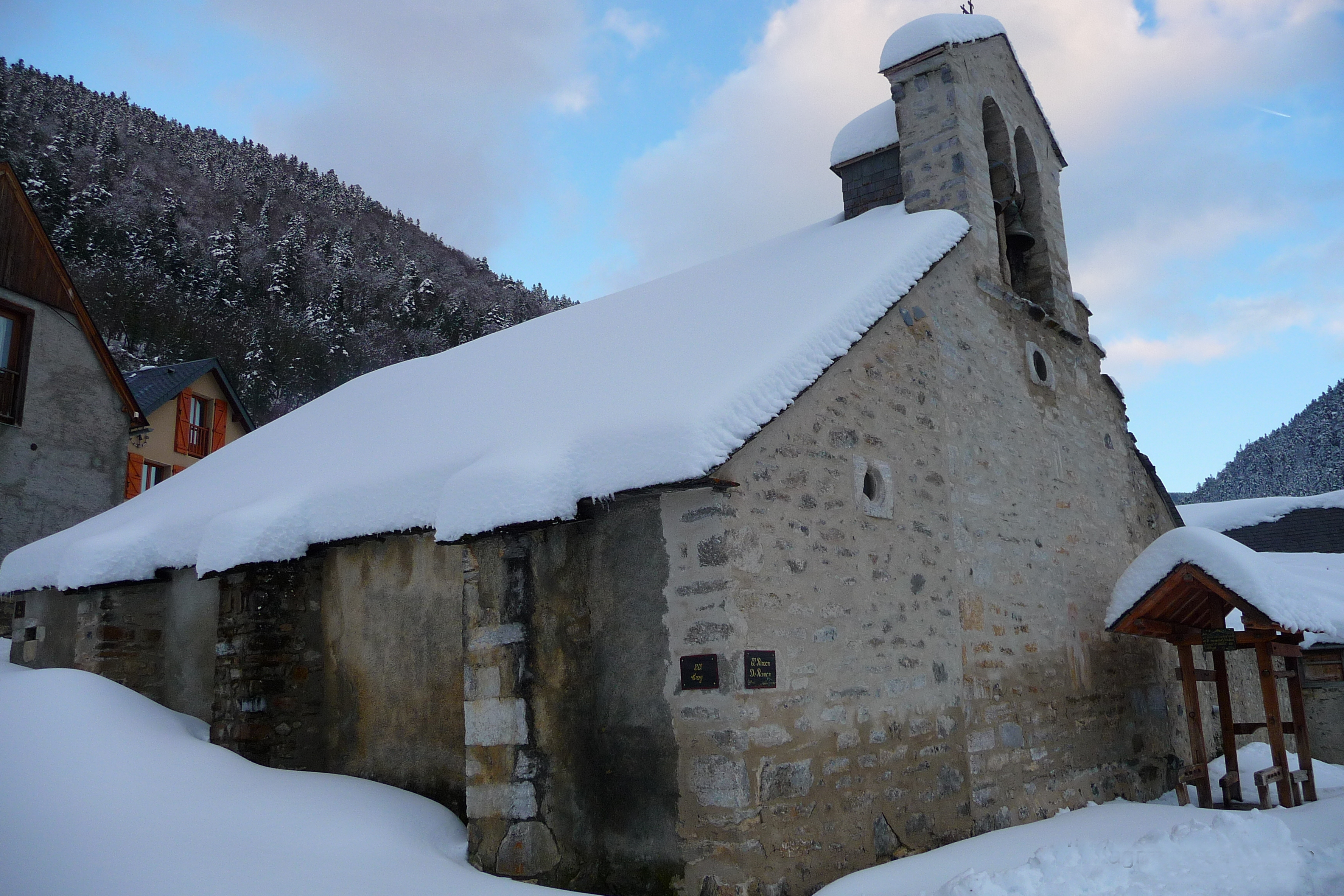
Церковь Св. Мартина
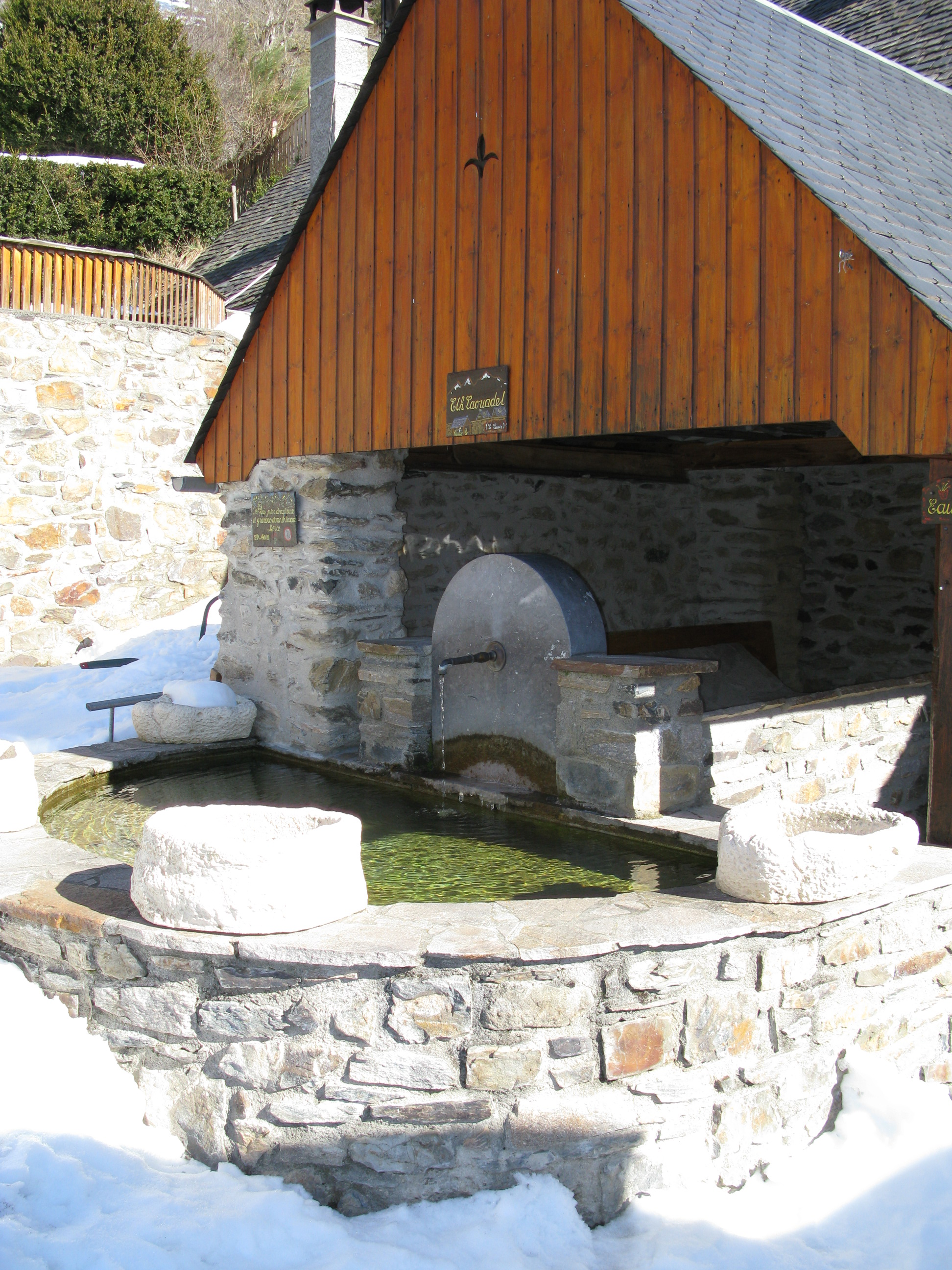
Общественная прачечная
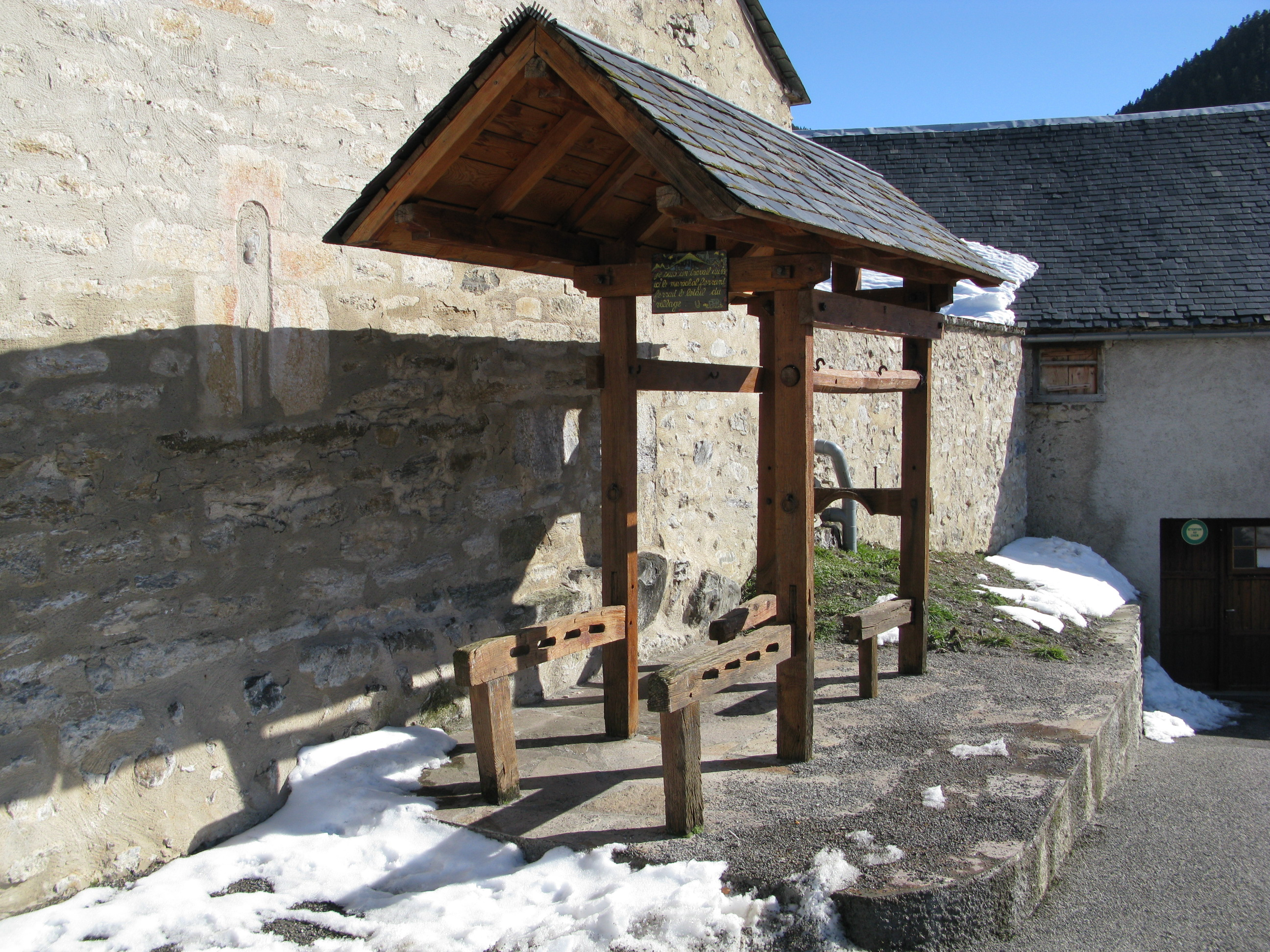
Навес для ковки лошадей
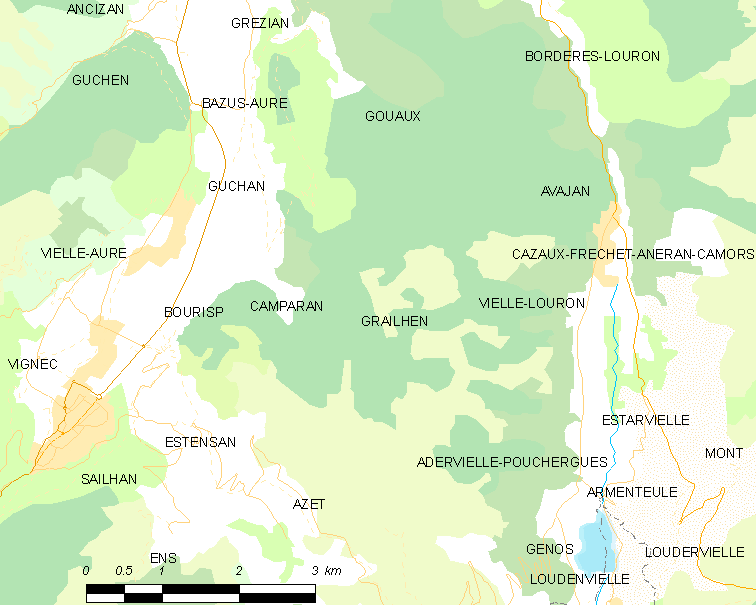
Карта коммуны